# Liu Shengshu
Liu Shengshu (chinês tradicional: 劉聖書, chinês simplificado: 刘圣书, pinyin: Liú Shèngshū; Liaoning, 8 de abril de 2004) é uma jogadora de badmínton chinesa.

## Carreira
Depois de vencer o Campeonato Mundial Júnior, ela fez parceria com Tan Ning e venceu seus compatriotas Li Yijing e Luo Xumin no Malaysia International em novembro.
Em 2023, ela fez parceria com Zhang Shuxian e venceu o Indonesia Masters de 2023 em sua estreia no World Tour. Sua parceria com Tan continuou a se destacar, ajudando a entregar o ponto final para a equipe chinesa quando competiram contra a Coreia do Sul no Campeonato Asiático de Badminton por Equipes Mistas de 2023. Em abril, Liu e Tan venceram o Spain Masters de 2023 após derrotar seus companheiros de equipe Chen Fanghui e Du Yue com uma pontuação de 21–8, 16–21, 21–18.
Nos Jogos Olímpicos de Verão de 2024, em Paris, conquistou a medalha de prata na disputa de duplas femininas, ao lado de Tan.